# Västra Ållojaure
Västra Ållojaure är en sjö i Jokkmokks kommun i Lappland och ingår i Luleälvens huvudavrinningsområde. Sjön har en area på 1,12 kvadratkilometer och ligger 274 meter över havet. Sjön avvattnas av vattendraget Stormyrbäcken.

## Delavrinningsområde
Västra Ållojaure ingår i det delavrinningsområde (740256-168080) som SMHI kallar för Utloppet av Västra Ållojaure. Medelhöjden är 309 meter över havet och ytan är 5,07 kvadratkilometer. Räknas de 3 avrinningsområdena uppströms in blir den ackumulerade arean 40,58 kvadratkilometer. Stormyrbäcken som avvattnar avrinningsområdet har biflödesordning 3, vilket innebär att vattnet flödar genom totalt 3 vattendrag innan det når havet efter 188 kilometer. Avrinningsområdet består mestadels av skog (62 procent). Avrinningsområdet har 1,13 kvadratkilometer vattenytor vilket ger det en sjöprocent på 22,3 procent.